# Audan Sarqan
Der Audan Sarqan (kasachisch Сарқан ауданы Sarqan audany, russisch Саркандский район Sarkandski rajon) ist ein Bezirk im Gebiet Schetissu in Kasachstan.

## Bevölkerung
Bei der Volkszählung 1999 hatte der Audan Sarqan 47.808 Einwohner. Die Volkszählung 2009 ergab für den Bezirk eine Einwohnerzahl von 41.016. Bei der letzten Volkszählung 2021 lebten 40.259 Menschen im Audan Sarqan. Die Fortschreibung der Bevölkerungszahl ergab zum 1. Januar 2025 eine Einwohnerzahl von 38.874.
| Einwohnerentwicklung               | Einwohnerentwicklung | Einwohnerentwicklung | Einwohnerentwicklung | Einwohnerentwicklung | Einwohnerentwicklung | Einwohnerentwicklung | Einwohnerentwicklung |
| 1939                               | 1959                 | 1970                 | 1979                 | 1989                 | 1999                 | 2009                 | 2021                 |
| ---------------------------------- | -------------------- | -------------------- | -------------------- | -------------------- | -------------------- | -------------------- | -------------------- |
| 40.071                             | 42.582               | 55.538               | 54.155               | 52.703               | 47.808               | 41.016               | 40.259               |
| Anmerkung: Volkszählungsergebnisse |                      |                      |                      |                      |                      |                      |                      |

## Verwaltungsgliederung
Der Audan Sarqan ist in 13 ländliche Bezirke (kasachisch Ауылдық округ Auyldyq okrug; russisch Сельский округ Selski okrug) gegliedert (Stand: 2021).
| Ländlicher Kreis | Einwohner | Einwohner | Orte                                                                |
| Ländlicher Kreis | 2009      | 2021      | Orte                                                                |
| ---------------- | --------- | --------- | ------------------------------------------------------------------- |
| Almaly           | 4.044     | 3.864     | Abai, Almaly                                                        |
| Amanbökter       | 570       | 451       | Amanbökter, Bajanbai                                                |
| Amangeldi        | 1.965     | 1.570     | Pogranitschnik, Qarauyltöbe, Kökösek                                |
| Baqaly           | 1.631     | 1.617     | Baqaly, Käkimschan, Tasqudyq                                        |
| Jekiascha        | 2.979     | 2.426     | Jekiascha, Topolewka                                                |
| Kökterek         | 791       | 582       | Kökterek                                                            |
| Lepsi            | 3.721     | 2.694     | Aqbalyq, Arghanaty, Keregetas, Kökschide, Lepsi, Qaratas, Saryquraq |
| Qaraböget        | 1.408     | 1.491     | Jerkin, Qaraböget                                                   |
| Qaraschyghan     | 1.279     | 924       | Muqan Tölebajew, Schubartübek, Ülgi                                 |
| Qoilyq           | 3.257     | 2.641     | Qoilyq                                                              |
| Sarqan           | 14.847    | 18.504    | Birlik, Sarqan                                                      |
| Schatyrbai       | 741       | 527       | Schatyrbai                                                          |
| Tscherkassk      | 3.783     | 2.968     | Aqqajyng, Aqtuma, Jeschkiölmes, Qarghaly, Terekti, Tscherkassk      |